# Robert Schramm (Footballspieler)
Robert Schramm (* 1979/1980) ist ein ehemaliger deutscher Footballspieler.

## Leben
Der aus Hamburg-Harburg stammende Schramm spielte im Nachwuchsbereich der Hamburg Blue Devils, in der Saison 1999 fand er Aufnahme in die Herrenmannschaft. Der in der Offensive Line eingesetzte Spieler gewann 2001 die deutsche Meisterschaft mit den Blauen Teufeln, 1999 war er mit Hamburg deutscher Vizemeister. Nach dem Ende der Saison 2001 wechselte Schramm zu den Hamburg Ducks in die Verbandsliga. Später wurde er im Trainerstab des Regionalligisten Norderstedt Nordic Wolves, ab 2013 dann der Hamburg Huskies in der zweiten Liga tätig.